# V.I.P. (album)
| Recensione       | Giudizio |
| ---------------- | -------- |
| AllMusic         | [ 1 ]    |
| Robert Christgau | flop     |

V.I.P. è il quinto album in studio del gruppo musicale statunitense Jungle Brothers, pubblicato il 4 gennaio 2000 e prodotto da Gee Street e V2 Records.

## Tracce
1. V.I.P. – 5:51
2. I Remember (featuring The Holmes Brothers) – 6:27
3. Get Down – 5:13
4. Early Morning – 5:32
5. Down with the Jbeez (featuring Alex Gifford, Black Eyed Peas & Sense Live) – 8:43
6. The Brothers – 5:03
7. Party Goin' On – 1:55
8. Sexy Body – 5:24
9. Playing for Keeps (featuring Alex Gifford & The Holmes Brothers) – 6:37
10. Jbeez Rock the Dancehall – 4:08
11. Freakin' You – 6:11
12. Strictly Dedicated – 9:07
13. Jungle Brother (Urban Takeover Mix) – 4:23 (musica: Jungle Brothers, Aphrodite & Micky Finn (remix))

## Classifiche
| Classifica (2000)         | Posizione massima |
| ------------------------- | ----------------- |
| Stati Uniti (heatseekers) | 50                |